# 默青根
默青根是德国巴登-符腾堡州的一个市镇。总面积8.15平方公里，总人口3662人，其中男性1802人，女性1860人（2011年12月31日），人口密度449人/平方公里。